# Mariano Medina
Mariano Medina (Las Ventas con Peña Aguilera, province de Tolède, 8 juillet 1922 - Madrid, 28 décembre 1994) est un météorologue espagnol.
Premier présentateur météo de l’histoire de la télévision espagnole, il fait ses premières armes sur la TVE à la fin des années 1950, où il officie près de trente ans.
Docteur en sciences physico-chimiques (il obtient sa licence en 1943, son doctorat en 1966), il intègre en 1945 le Cuerpo Facultativo de Meteorólogos (actuellement Cuerpo Superior de Meteorólogos del Estado) et finit major de sa promotion. Il se partage entre un travail à l’aéroport de Séville-San Pablo et un poste d’enseignant au collège de Villasís.
Il commence à travailler dans les médias au travers de la radio Cadena SER, où il réalise les bulletins météo dans le programme Cabalgata fin de semana.
Il intègre  Televisión española au moment de sa création en 1956, d’abord au travers de l’émission quotidienne Del observatorio a su receptor (1956), puis au travers du bulletin météo qui suit le Telediario. Il collabore également à la Cadena Ser et au journal Pueblo. Il reste le présentateur météo de TVE 1 jusqu’en 1985, année où il prend sa retraite.
Il meurt à Madrid le 28 décembre 1994.